# Коле Сан Лука (Пескара)
Коле Сан Лука (итал. Colle San Luca) је насеље у Италији у округу Пескара, региону Абруцо.
Према процени из 2011. у насељу је живело 41 становника. Насеље се налази на надморској висини од 379 м.